# مجلة المختلف
مجلة المختلف مجلة ورقية مقروءة، صدر أول عدد لها عام 1989، قبل الغزو العراقي لدولة الكويت وتوقفت عن الإصدار لتعود من جديد بعد التحرير، كانت المجلة تتبع أسلوب الاحتكار المبطن، حيث تعقد معاهدات شفهية لكل شاعر تسلط عليه الضوء بعدم نشر أي جديد أو عمل لقاءات صحفية إلا من خلالها، كثير من الشعراء أتتهم الشهرة من خلالها، كانت منذ منتصف التسعينات ولأكثر من خمسة عشر عاماً تعتبر المجلة الأولى والأنجح جماهيرياً من حيث اهتمامها بالشعر الشعبي على وجه التحديد في الخليج والوطن العربي.

## أبواب المجلة
- المؤتلف - الشعر الفصيح
- الملف الديني
- الملف الرياضي
- ملف نوض - الأكثر شهرة وأهمية (العمود الفقري للمجلة) - شعر شعبي يعدها ويشرف عليها نايف الرشيدي ومدير تحرير المجلة منذ 2007[2]
- ملف وسم - مهتم في التراث الشعبي
- ملف المعنى - لفن القلطة (المحاورة)
- ملف ديمة . مخصص للشاعرات الشعبيات

## مؤسسو المجلة
1. بدر بن عبد المحسن بن عبد العزيز آل سعود : الداعم المادي
2. ناصر السبيعي: رئيس تحرير منذ التأسيس
3. علي المسعودي: مدير تحرير سابق
4. إبراهيم الخالدي
5. مسفر الدوسري
6. خلف الحربي
7. فهد عافت

## مهرجانات ومسابقات وأمسيات المجلة
- أمسيات هلا فبراير
- سبائك الذهب .
- القصيدة المحمومة .
- شاعر الإسلام - ( لم ينفذ) لأسباب مجهوله.
- اللغز - الحدث الأهم (لم يرَ النور) لأسباب مجهولة.
- أمسيات هلا فبراير 2014

## آخر عدد للمجلة
في أبريل 2014